# Dyckia selloa
Dyckia selloa là một loài thực vật có hoa trong họ Bromeliaceae. Loài này được (K.Koch) Baker mô tả khoa học đầu tiên năm 1889.